# 康納·里普利
康納·里普利（英語：Connor Ripley；1993年2月13日—）是一位英格蘭足球運動員。在場上的位置是守門員。他現在效力於英格蘭足球冠軍聯賽球隊普雷斯顿。他也代表英格蘭U19國家隊參加比賽.。他的父親斯圖爾特·里普利也是一位足球運動員。